# Manantiales de los Altos
Manantiales de los Altos är en ort i Mexiko.   Den ligger i kommunen Tezonapa och delstaten Veracruz, i den sydöstra delen av landet, 260 km öster om huvudstaden Mexico City. Manantiales de los Altos ligger 1 102 meter över havet och antalet invånare är 122.
Terrängen runt Manantiales de los Altos är kuperad österut, men västerut är den bergig. Manantiales de los Altos ligger uppe på en höjd. Runt Manantiales de los Altos är det ganska tätbefolkat, med 100 invånare per kvadratkilometer. Närmaste större samhälle är Cosolapa, 15,3 km öster om Manantiales de los Altos. I omgivningarna runt Manantiales de los Altos växer i huvudsak städsegrön lövskog.